# 金田万寿人
金田 万寿人（かなだ ますと、1941年11月1日 - 2013年11月26日）は、日本の経営者。トーハン社長、会長を務めた。

## 来歴・人物
大分県出身。1964年に中央大学経済学部を卒業し、同年に東京出版販売(現在のトーハン)に入社した。1989年に取締役に就任し、1993年6月に常務、1995年6月に専務、1997年6月に副社長を経て、1999年6月から2003年6月までに社長を務めた。2005年6月には顧問に就任。
2013年11月26日に脳梗塞のために死去。72歳没。